# Meyersdale
Meyersdale és una població dels Estats Units a l'estat de Pennsilvània. Segons el cens del 2000 tenia 2.473 habitants.

## Demografia
Segons el cens del 2000, Meyersdale tenia 2.473 habitants, 1.019 habitatges, i 666 famílies. La densitat de població era de 1.136,7 habitants/km².
Dels 1.019 habitatges en un 29,4% hi vivien nens de menys de 18 anys, en un 49,2% hi vivien parelles casades, en un 11,4% dones solteres, i en un 34,6% no eren unitats familiars. En el 31% dels habitatges hi vivien persones soles el 18,1% de les quals corresponia a persones de 65 anys o més que vivien soles. El nombre mitjà de persones vivint en cada habitatge era de 2,31 i el nombre mitjà de persones que vivien en cada família era de 2,89.
Per edats la població es repartia de la següent manera: un 22,2% tenia menys de 18 anys, un 7,5% entre 18 i 24, un 26,4% entre 25 i 44, un 21,8% de 45 a 60 i un 22,1% 65 anys o més.
L'edat mediana era de 41 anys. Per cada 100 dones de 18 o més anys hi havia 80,9 homes.
La renda mediana per habitatge era de 24.652 $ i la renda mediana per família de 29.798 $. Els homes tenien una renda mediana de 26.167 $ mentre que les dones 18.205 $. La renda per capita de la població era de 14.116 $. Entorn del 16,8% de les famílies i el 20,4% de la població estaven per davall del llindar de pobresa.

## Poblacions més properes
El següent diagrama mostra les poblacions més properes.